# エオウィン
エオウィン（Éowyn、 第三紀2995年 - 第四紀）は、J・R・R・トールキンの中つ国を舞台とした小説、『指輪物語』の登場人物。
父はローハンの騎士エオムンド。母はローハン王セオデンの妹セオドウィン。兄にエオメル。夫はゴンドールの執政ファラミア。息子にエルボロン。

## 人物像
ローハン王セオデンの姪。金髪で背が高く、エルフに匹敵するほどの美しさと気品を持つ女性。「ローハンの白い姫君」と呼ばれた。
祖国が衰微していく様を長年にわたって目にしてきたため、篭の鳥のような環境から抜け出し、戦場で華々しい殊勲を上げて死ぬことを夢見ていた。そのためセオデン王が回復し、ローハンが誇りを取り戻した後になっても、留守役を申し付けられたことに不満を持っていた。さらにアングマールの魔王を倒すという並ぶ者のない功名を得た後でさえ、合戦から脱落し療病院で養生を余儀なくされたことを嘆いた。同じく療養中だったファラミアのやさしさに触れることで、かたくなだったかの女の心はようやく解け、戦いを棄てることを選んだ。
エオウィンはローハンに新風をもたらしたアラゴルンに想いを寄せたが、かれは理解し憐れみつつも彼女を受け入れることはなかった。エオウィンが討ち死しようとはやった一因はそこにあるが、兄エオメルがこの件でやんわりと苦言を呈したところ、アラゴルンは「姫が愛したのは自分の中の栄誉の影であって、自分よりも兄君に向ける愛情のほうが大きい」と述べている。
エオウィンの戦士としての力量は確かなものがあり、魔王の乗騎である翼ある獣の首を一刀のもとに切り落としている。魔王自身には盾を砕かれて劣勢に追い込まれたが、メリーの助勢でできた隙を見逃さず敵を刺し貫いた。

## 経歴
幼時に両親の死によって伯父のセオデン王に引き取られる。
サルマンの部下蛇の舌グリマの虚言によって衰弱させられていたセオデン王を、深い悲しみと共に看護していた。ガンダルフの力により王が回復した後、戦場で名誉を得ることへの憧れから、ガンダルフに同行していたアラゴルンに強く惹かれた。
「ローハンの楯の乙女（Shieldmaiden of Rohan）」と呼ばれており、ワーグ乗りとの戦い、角笛城の合戦のいずれでも参戦を志願するがセオデン王に拒否され、ゴンドールの救援に向かうローハン軍に加わることも王に拒否されると、密かに男装し、騎士デルンヘルムを名乗って同行した。この時、同じく同行を禁じられたメリーを連れていった。ペレンノール野の合戦では、隊を離れてセオデン王に付き従い、王の傍を離れなかった。セオデン王が指輪の幽鬼（ナズグール）の首領アングマールの魔王に打ち倒された時、エオウィンは翼を持つ獣の首を一刀のもとに切り落とすと、ただ1人魔王の前に立ちふさがり、メリーが魔王に塚山出土の剣を刺して呪文を打ち破ったすきに、魔王の顔のあたりの空洞に剣を突き刺してトドメを刺し、予言を成就させた。これは上のエルフであるグロールフィンデルが、“魔王は人間の男に倒されることはない”と予言したものだが、事実、魔王はホビットと人間の女によって倒されたのである。この際、魔王の攻撃により盾が砕けて持っていた左手が折れたが、それによって恐るべき一撃を防いだことから、彼女は「盾の腕の姫（the Lady of the Shield-arm）」とも呼ばれた。
魔王を刺した剣から黒の息に侵されたことで彼女は傷つき、彼女同様ナズグールに傷つけられたゴンドールの執政ファラミアとメリーと共に、アラゴルンに癒された。指輪戦争後ファラミアと結婚し、イシリエンの太守となったかれと共にかの地へ移り、「イシリエンの奥方」「エミン・アルネンの奥方」と呼ばれた。その後の人生は明らかになっていない。
映画『ロード・オブ・ザ・リング/二つの塔』のスペシャル・エクステンデッド・エディションでは、料理が下手という設定が加わった。大食漢であるドワーフのギムリは一瞬みただけで食べることを断り、その味は、中つ国の人間で最も艱難辛苦に耐えうるとされるアラゴルンですら、こっそり捨てようとするものとして表現された。